# Édouard Morerod
 (mars 2023).
Édouard Henri Louis Morerod, né à Aigle le 16 mai 1879 et mort à Lausanne le 22 juillet 1919, est un artiste peintre vaudois.

## Biographie
À la mort de son père en 1889, la famille s'établit à Lausanne, où le garçon fréquente le Collège cantonal. En 1891, lorsque la mère décède, Édouard et sa sœur sont mis en pension. Le jeune homme étudie à Neuchâtel, au Collège latin, puis au gymnase cantonal (dès 1895), mais passe son baccalauréat à Lausanne (1897). Démobilisé de son service militaire (Berne) en 1899, Édouard Morerod entame des études à l'école des Beaux-Arts de Munich (janvier et février seulement 1900), puis part pour l'Allemagne, la Suède et la Norvège. Après une visite chez Ibsen (à Oslo), il commence la rédaction de son journal. Durant un séjour à Paris (1900), il rencontre Théophile Steinlen, qui influera sur son œuvre. En 1901, Édouard Morerod passe trois mois à Lotarevo (Russie), puis découvre le pays (Moscou, Tsaritzen, la Géorgie, la Crimée). Avant de rentrer à Lausanne, où doit se tenir sa première exposition (Grenette), il s'arrête à Constantinople, Athènes et Rome. 
À partir de 1903, Édouard Morerod séjourne plusieurs fois en Espagne (Andalousie (Séville), Tolède). Le succès vient enfin couronner ses travaux : le Musée du Luxembourg, l'Hôtel de ville de Paris et le Musée des beaux-arts de Neuchâtel lui adressent des commandes. Il expose aux Indépendants en 1903 et est membre du jury au Salon d'Automne en 1907. À Paris (1910), il rencontre le peintre pulliéran Marius Borgeaud ; il fait encore la connaissance de Félix Vallotton, d'Alice Bailly et de Francillon. Pierre Louÿs lui confie la direction artistique de sa dernière pièce, La Femme et le Pantin, ainsi que la réalisation de l'affiche et des costumes (1910).  Alors qu'il vit entouré d'artistes à Paris, le Musée cantonal des beaux-arts de Lausanne lui achète une Pastora. En 1918, Édouard Morerod peint la sœur du poète Supervielle, Madame de Lasala. 
Après des séjours dans plusieurs villes d'Europe, Édouard Morerod, atteint de tuberculose, se soigne à Leysin (1915), où il exécute quelques portraits.
Le 6 décembre 1915 s'ouvre à Lausanne son exposition de pastels et de dessins rapportés d'Espagne, que Paul Vallotton présente dans les salons de la galerie Bernheim-Jeune.
Édouard Morerod se rend à Séville en 1919, mais son état de santé l'oblige à rentrer en Suisse. Après un nouveau bref séjour à Leysin, il revient à Lausanne, où il meurt le 22 juillet 1919 et est enseveli au cimetière de Montoie.
En 1921, la Galerie Moos à Genève et le Musée Arlaud lui consacrent chacun une rétrospective. 

## Sources
- « Édouard Morerod », sur la base de données des personnalités vaudoises sur la plateforme « Patrinum » de la Bibliothèque cantonale et universitaire de Lausanne.
- « Édouard Morerod », sur SIKART Dictionnaire sur l'art en Suisse.
- Edouard Morerod : 1879-1919 : Expul, Exposition internationale de gravures et dessins, Pully, Maison pulliérane, 1er septembre - 1er octobre 1978, p. 11-13,
- Edouard Morerod Galerie Paul Vallotton, novembre 1990 au 19 janvier 1991, p. 12-16,
- Dictionnaire biographique de l'art suisse, Vol. II, p. 744 photographie H.-C. Ellis, Paris Patrie suisse, (A. B.) 1919, no 679, p. p. 230-231, et également no 508, 1913, p. 62